# Relacions entre Ruanda i els Estats Units
Les relacions entre Ruanda i Estats Units es refereix a les relacions bilaterals històriques i actuals entre la República de Ruanda i els Estats Units.
Segons l'Informe de lideratge global dels Estats Units de 2012, el 76% dels ruandesos aprovaven el lideratge dels Estats Units,, amb el 17% que el desaprovaven i el 7% no contestaven.

## Història
Els interessos del govern dels EUA han canviat significativament des del genocidi ruandès de 1994 des d'un enfocament estrictament humanitari centrat en l'estabilitat i la seguretat. Els programes és grans del govern dels Estats Units són el Pla d'Emergència del President per a l'Alleugeriment de la SIDA (PEPFAR) i la Iniciativa del President contra la Malària amb l'objectiu de reduir l'impacte d'aquestes malalties debilitants a Ruanda. Altres activitats promouen el desenvolupament de la bona governança i la descentralització. L'assistència estrangera dels Estats Units d'Amèrica a Ruanda s'ha multiplicat per quatre en els últims quatre anys
Un focus principal de les relacions bilaterals és el Agència dels Estats Units per al Desenvolupament Internacional (USAID). En suport del pla de desenvolupament del govern de Ruanda, USAID pretén millorar la salut i els mitjans de subsistència dels ruandesos i augmentar el desenvolupament econòmic i polític. Per aconseguir-ho, les activitats de USAID se centren en:
- Prevenció, tractament i cura de VIH/SIDA;
- Reducció de la mortalitat i morbiditat a causa de malària;
- Augmentar l'accés i la utilització de mètodes voluntaris de planificació familiar.
- Millora de la salut maternal i infantil;
- Promoure el creixement econòmic del país a través de l'especialitat cafè, làctics i ecoturisme;
- Fomentar la governança participativa i la descentralització en 12 districtes;
- Promoure un país democràtic a Ruanda, on el govern respecti els drets humans, les llibertats civils i l'estat de dret; i
- Proporcionar ajuda alimentària a les poblacions més vulnerables.

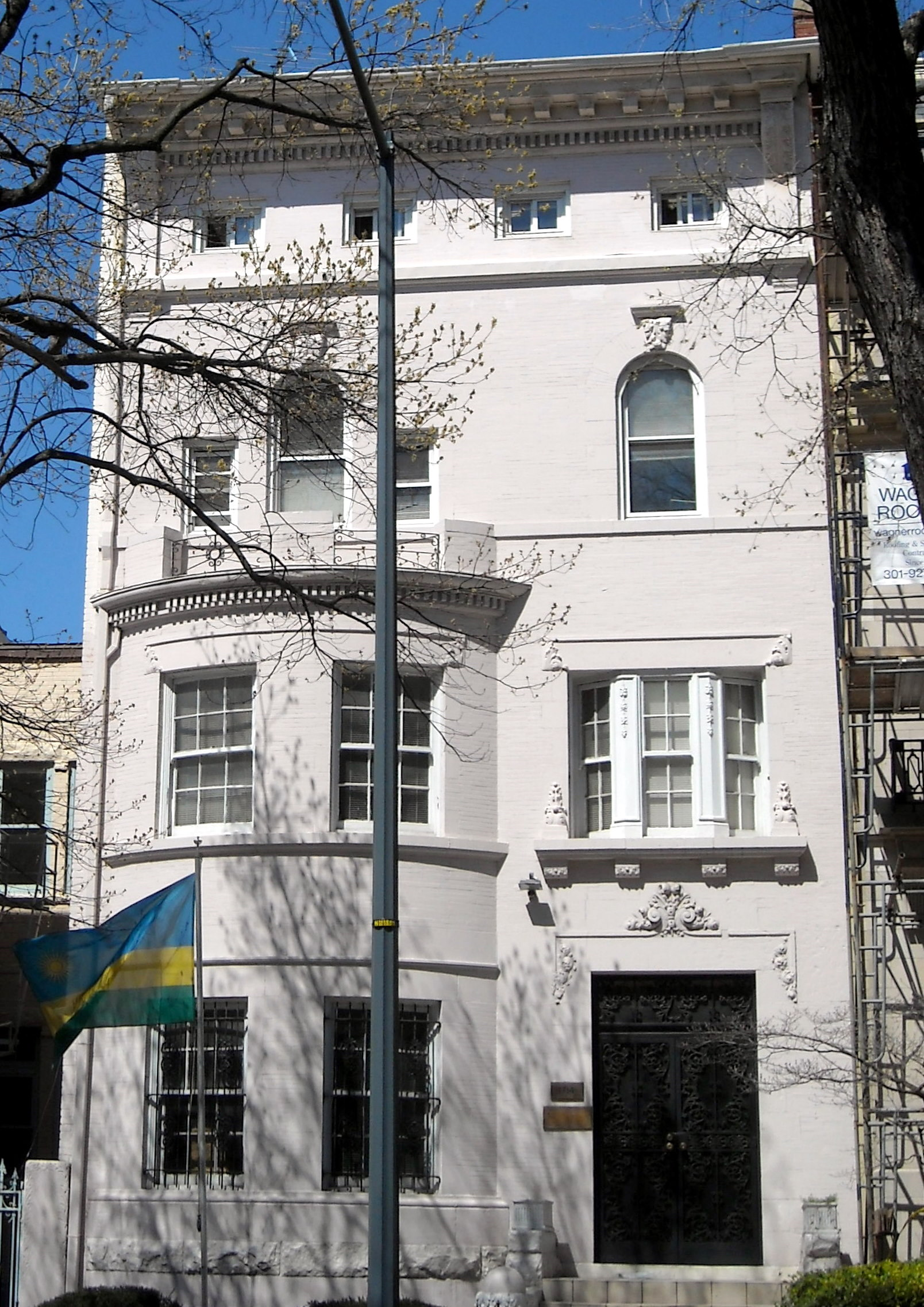
Ambaixada de Ruanda a Washington, DC

La missió està implementant actualment el nombre d'activitats relacionades amb els objectius assenyalats, i treballa de prop amb la Millennium Challenge Corporation (MCC) per obtenir l'aprovació del Pla de Llindar del País per part del Govern de Ruanda el novembre de 2007. i promoure drets civils i llibertats.
La secció d'Afers públics del Departament d'Estat manté un centre cultural a Kigali, que ofereix accés públic a publicacions en anglès i informació sobre els Estats Units.
Els interessos empresarials estatunidencs han estat petits; actualment, la inversió privada dels Estats Units es limita a la indústria del te, les franquícies (FedEx, Coca-Cola, Western Union i MoneyGram) i petites participacions en serveis i manufactures. Estats Units exportava a Ruanda menys de 10 milions $ anuals en 1990-93 i va superar els 40 milions de dòlars en 1994 i 1995. Encara que les exportacions van disminuir en els anys immediatament posteriors al genocidi, en 2007 s'estimaren en aproximadament 17 milions $, un 20 % més que en 2006.
augment respecte al 2006.
Els Estats Units manté una ambaixada a Kigali, Ruanda.

### Notícies recents
Al juliol de 2013, els Estats Units van advertir a Ruanda que acabés immediatament el seu suport als rebels del Moviment 23 de Març a la república Democràtica del Congo, després d'haver trobat proves de que funcionaris militars ruandesos hi estaven implicats.
El novembre de 2015, els Estats Units van criticar una votació dels legisladors ruandesos per aprovar un canvi en la seva constitució per permetre al president Paul Kagame complir un tercer mandat. Un portaveu del Departament d'Estat no va amenaçar explícitament que tallaria l'ajuda a l'amic africà, però va advertir que es podrien revisar els vincles.